# RK 95 TP
O RK 95 TP (em finlandês:  rynnäkkökivääri 95 taittoperä, 'fuzil de assalto 95 coronha dobrável'), oficialmente 7.62 RK 95 TP e comercialmente conhecido como M95, é um fuzil de assalto finlandês de calibre 7,62×39mm, adotado em números relativamente pequenos pelas Forças Armadas da Finlândia na década de 1990.
O RK 95 TP originalmente apresentava muitas melhorias, incluindo um seletor de controle de tiro e um dispositivo de boca que permitia o disparo de granadas de bocal, além da instalação de um silenciador ou baioneta.

## Operadores
- Finlândia[1]
- Emirados Árabes Unidos[3]